# Convair YB-60
Die Convair YB-60 war der Prototyp eines strategischen Langstreckenbombers für die United States Air Force in den frühen 1950er-Jahren. Das Programm wurde zugunsten Boeings YB-52 storniert; die Erprobung ging dennoch bis zum 20. Januar 1953 weiter. Die YB-60 war das größte Flugzeug ihrer Zeit.

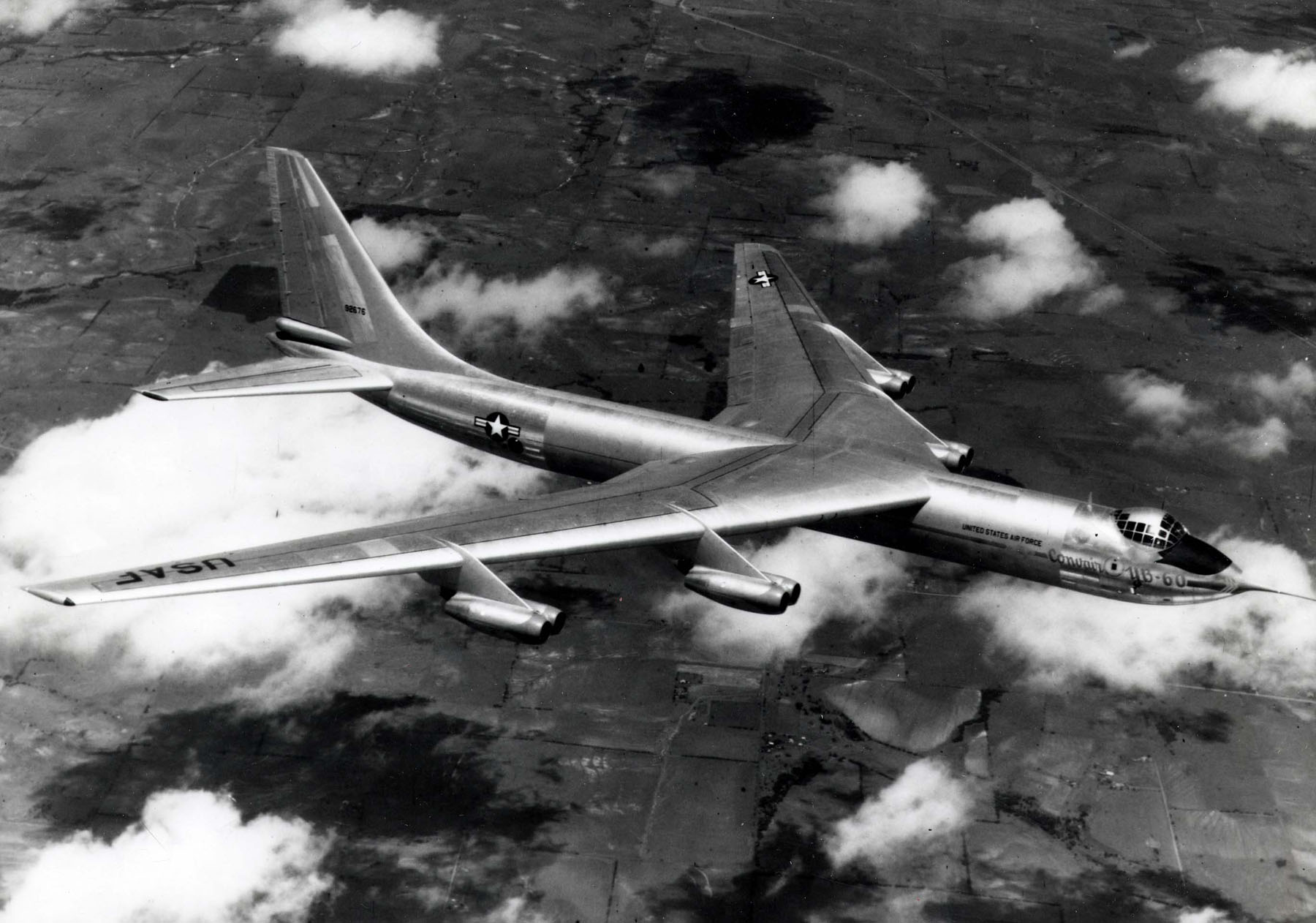
Convair YB-60 im Flug

## Geschichte
Am 25. August 1950 reichte Convair einen Vorschlag für eine überarbeitete Version der Convair B-36 bei der US Air Force (USAF) ein, obwohl kein entsprechender Auftrag erteilt worden war; Hintergrund dieses Vorstoßes war es, sich im Markt zu halten, nachdem Boeing mit der strahlgetriebenen B-47 einen sehr erfolgreichen Bomber an die USAF ausgeliefert hatte. Die B-36 war technisch zu diesem Zeitpunkt bereits veraltet, und Convair wollte mit dem Vorschlag auf die durch die B-47 neu eingeführten technischen Merkmale reagieren und die B-36 weiterentwickeln. Die US-Luftwaffe zeigte sich interessiert, sodass am 15. März 1951 der Umbau von zwei teilweise fertiggestellten B-36 zu YB-60 bzw. B-60 (zweiter Prototyp) genehmigt wurde.
Die YB-60 wies eine große Übereinstimmung mit ihrem Grundmuster B-36 auf. So war der Rumpf der YB-60 zu 72 Prozent identisch mit dem der B-36. Diese umfassende Weiterverwendung von Elementen der B-36 reduzierte zunächst die Kosten der YB-60. Allerdings führte dies auch dazu, dass bereits veraltete Grundstrukturen eines Kolbenmotorflugzeuges sich im neuen Muster wiederfanden. In erster Linie unterschied sich die YB-60 von ihrem Ursprungsmuster durch die neuen gepfeilten Tragflächen, an denen nun acht Pratt & Whitney-J57-P-3-Strahltriebwerke hingen. Sie waren, wie auch bei der YB-52, paarweise in vier Gondeln unter den Tragflächen angebracht. Alle Merkmale des Kolbenmotordesigns wurden, so weit dies ohne kompletten Neuentwurf möglich war, entfernt. Die Leitwerksflächen wurden ebenfalls gepfeilt und am Bug wurde eine Sensorantenne angebracht. Die 15-köpfige Besatzung der B-36 konnte auf zehn Mann reduziert werden.
Die Convair YB-60 mit der Seriennummer 49-2676 absolvierte ihren Jungfernflug am 18. April 1952, drei Tage nach dem Erstflug des 'konkurrierenden' Prototyps YB-52 von Boeing. Dabei wurde sie von Beryl Erickson geflogen. Sehr schnell wurde klar, dass die YB-60 der YB-52 unterlegen war. In diesem inoffiziellen Wettbewerb war der Entwurf von Convair langsamer und hatte eine geringere Reichweite. Auch gab es Probleme mit der Handhabung der Maschine, da die Steuerungselemente noch auf die langsameren Fluggeschwindigkeiten eines Kolbenmotorflugzeuges ausgelegt waren. Bei niedrigeren Anschaffungskosten konnte die YB-60 zwar eine größere Waffenlast tragen, allerdings überzeugte der Entwurf die Air Force letztendlich nicht, da sich die YB-52 mit ihrer insgesamt höheren Leistungsfähigkeit, dem technisch überzeugenden moderneren Gesamtkonzept sowie dem vermuteten höheren Weiterentwicklungspotential durchsetzte und folgerichtig von der US Air Force im Dezember 1952 bestellt wurde.
Die Flugerprobung der YB-60 ging noch bis in den Januar 1953 weiter, der zweite in Bau befindliche Prototyp der B-60 wurde zu 95 % fertiggestellt. Er wies weitere Veränderungen auf. So wurde der Rumpfbug aerodynamischer gestaltet, womit die Maschine eine höhere Höchstgeschwindigkeit erreicht hätte.
Obwohl das YB-60-Programm bereits 1952 abgebrochen und die Flugerprobung 1953 beendet wurde, wurden beide Maschinen (auch der fast fertiggestellte zweite Prototyp) 1954 der US Air Force noch offiziell übergeben, um die Bedingungen des Vorvertrages zu erfüllen. Allerdings nutzte die Air Force die Maschinen nicht mehr und beide Prototypen wurden noch im selben Jahr abgewrackt.
Letztendlich zeigt sich anhand der YB-60 die rasante Entwicklung der Luftfahrttechnik in den 1950er-Jahren. Die überarbeitete Version einer alten Maschine konnte mit einer völligen Neukonstruktion nicht mithalten.

## Technische Daten
| Kenngröße                | Daten                                                                   |
| ------------------------ | ----------------------------------------------------------------------- |
| Besatzung                | 10                                                                      |
| Länge                    | 52,10 m                                                                 |
| Spannweite               | 62,80 m                                                                 |
| Höhe                     | 18,40 m                                                                 |
| Flügelfläche             | 487 m²                                                                  |
| Flügelstreckung          | 8,10                                                                    |

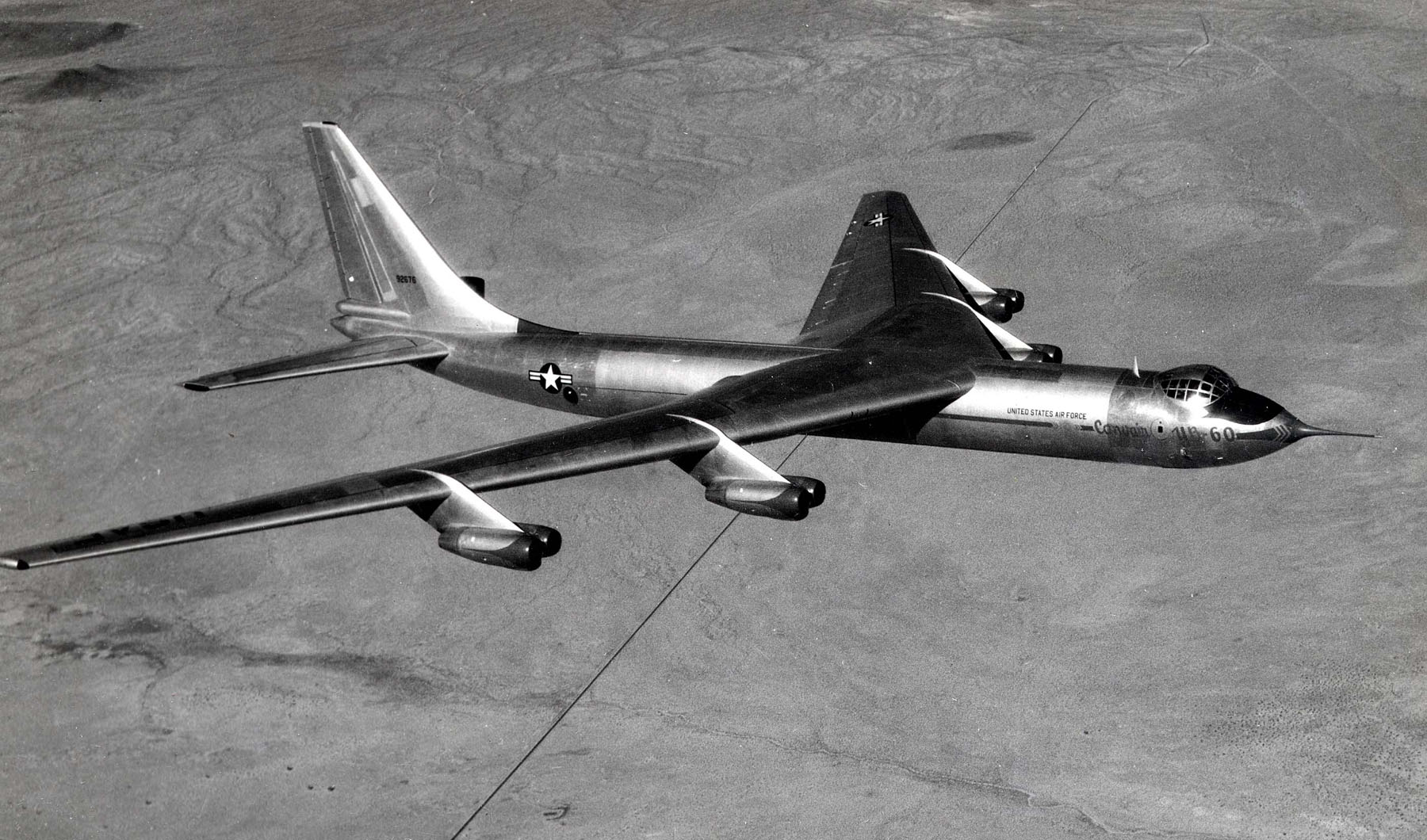
Der YB-60-Prototyp im Flug

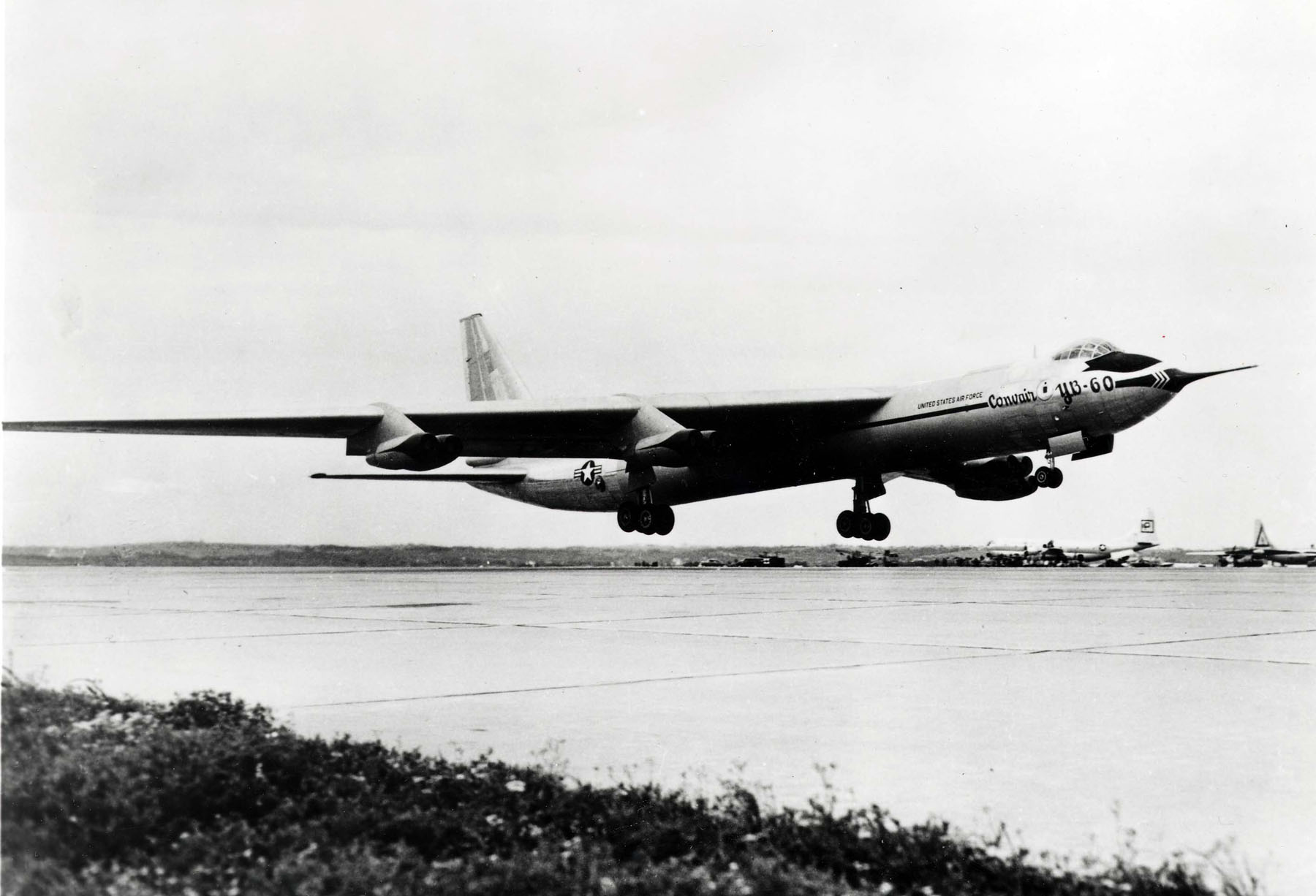
YB-60 beim Start

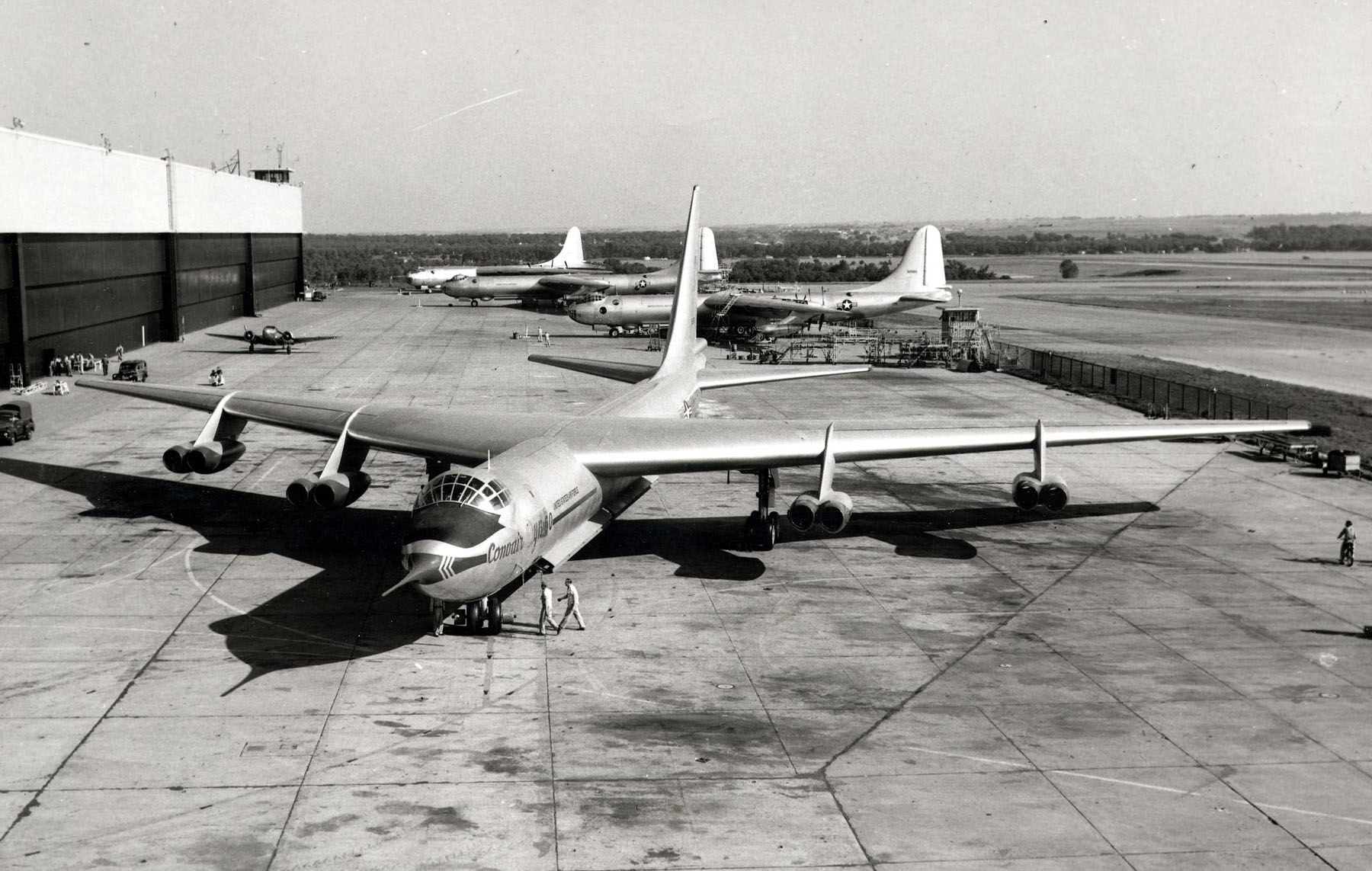
Frontansicht YB-60

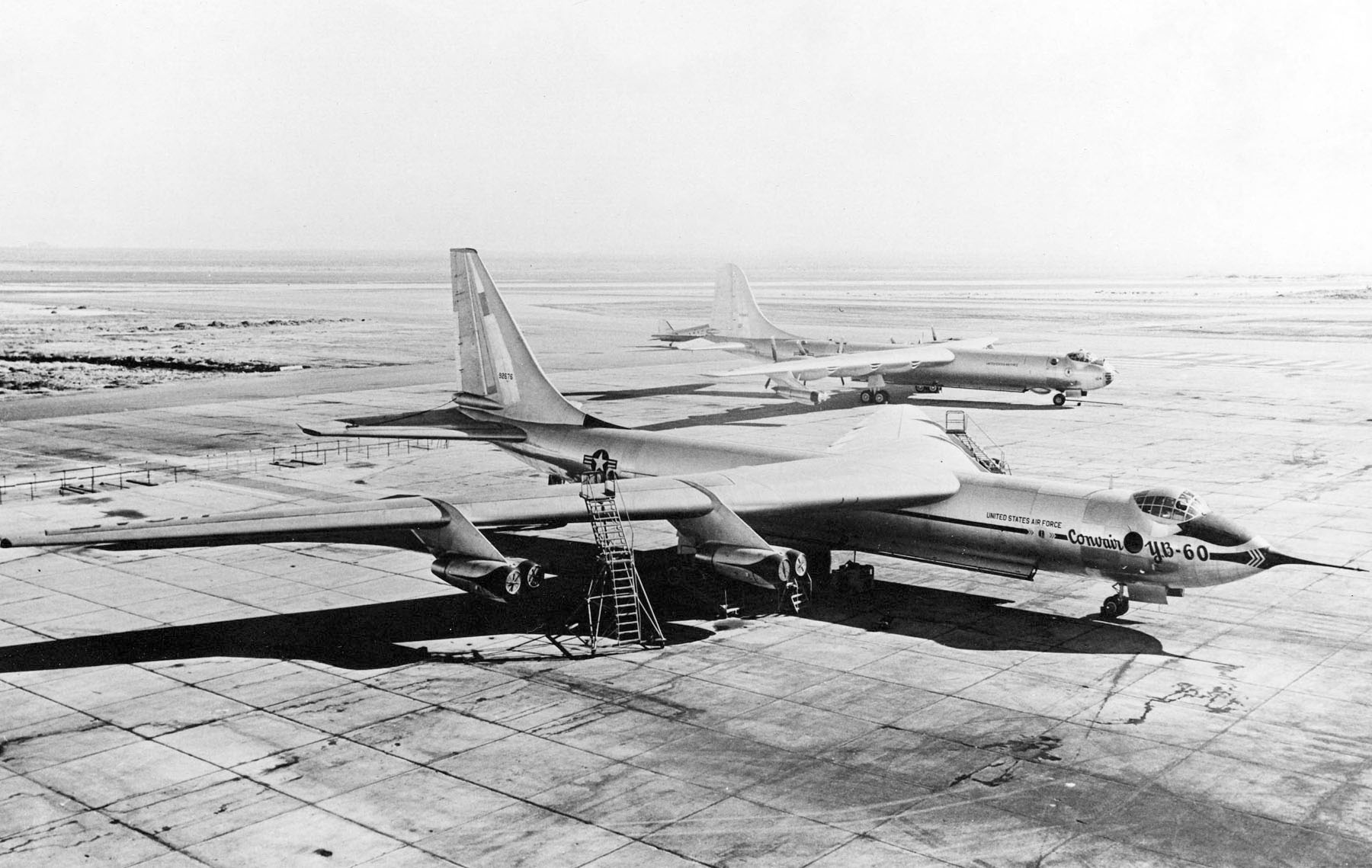
Der YB-60-Prototyp vor einer B-36F-5 Peacemaker

| Tragflächenbelastung     | - minimal (Leermasse): 143 kg/m² - maximal (max. Startmasse): 382 kg/m² |
| Leermasse                | 69.407 kg                                                               |
| max. Startmasse          | 185.973 kg                                                              |
| Höchstgeschwindigkeit    | 818 km/h                                                                |
| max. Flughöhe            | ca. 16.200 m                                                            |
| Steigrate                | 5,38 m/s                                                                |
| Einsatzradius            | ca. 4.700 km                                                            |
| Reichweite               | ca. 13.000 km                                                           |
| Triebwerke               | acht Pratt & Whitney J57-P-3-Strahltriebwerke                           |
| Schubkraft               | 8 × 38,71 kN                                                            |
| Schub-Gewicht-Verhältnis | - maximal (Leermasse): 0,45 - minimal (max. Startmasse): 0,17           |
| Bewaffnung               | - zwei 20-mm-Maschinenkanonen M24A1 - maximale Bombenlast ca. 33.000 kg |